# Netelia takaozana
Netelia takaozana är en stekelart som först beskrevs av Tohru Uchida 1928.  Netelia takaozana ingår i släktet Netelia och familjen brokparasitsteklar. Inga underarter finns listade i Catalogue of Life.